# Bures-en-Bray
Pour les articles homonymes, voir Bure.
« Burettes (Seine-Maritime) » redirige ici. Pour les accessoires de la liturgie catholique, voir Burettes.
Bures-en-Bray est une commune française située dans le département de la Seine-Maritime en région Normandie, peuplée de 319 habitants.

## Géographie

### Hydrographie
La commune est située dans le bassin Seine-Normandie. Elle est drainée par l'Arques, le ruisseau de Fresles, le ruisseau de la Fontaine de Rian, un bras de l'Arques et divers autres petits cours d'eau,.
L'Arques, d'une longueur de 67 km, prend sa source dans la commune de Gaillefontaine, à une altitude de 204 m (le cours d'eau porte alors le nom de rivière de la Béthune) et se jette  dans la Manche à Dieppe, après avoir traversé 24 communes. 

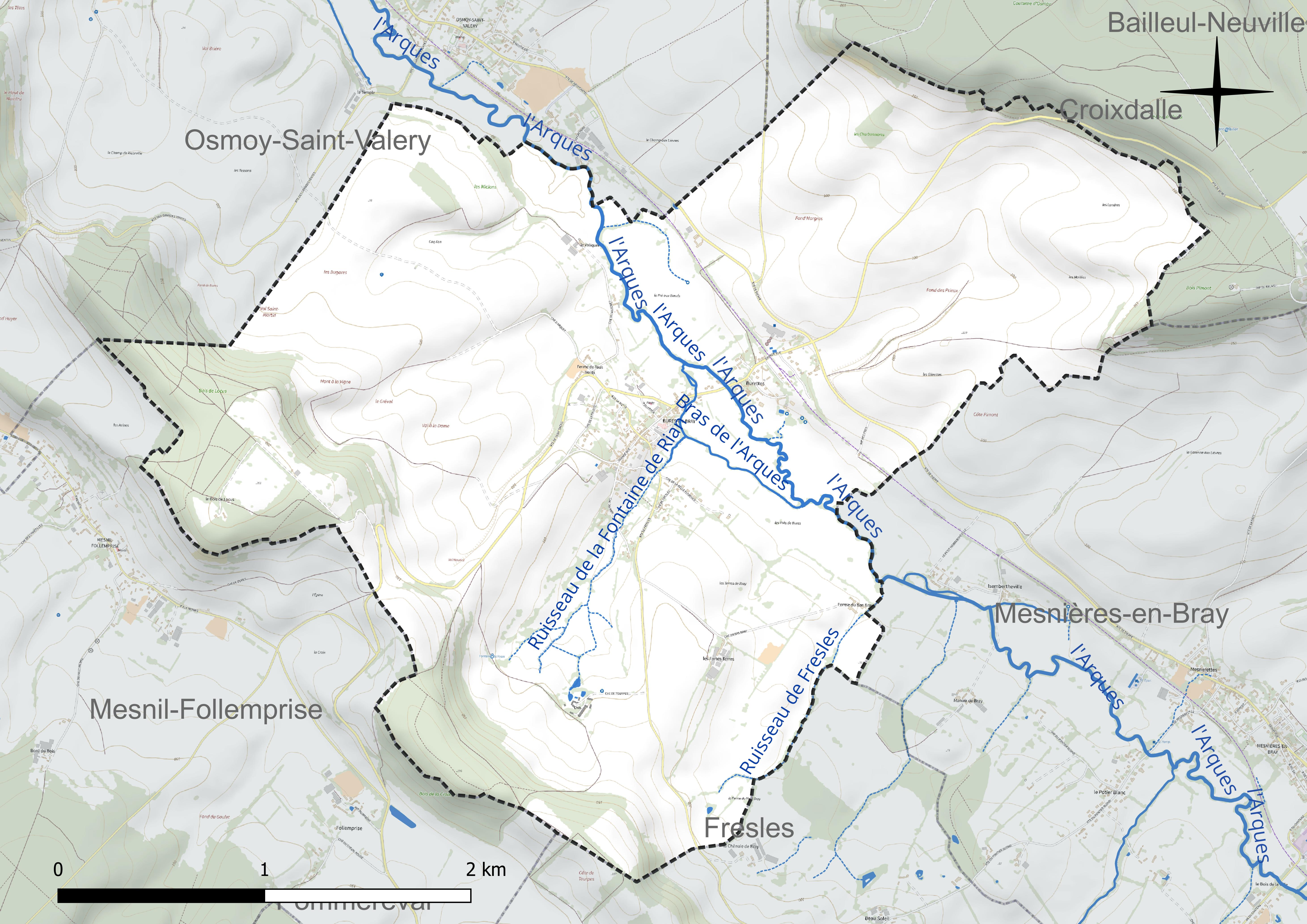
Réseau hydrographique de Bures-en-Bray.

### Climat
Pour des articles plus généraux, voir Climat de la Normandie et Climat de la Seine-Maritime.
En 2010, le climat de la commune est de type climat océanique altéré, selon une étude du CNRS s'appuyant sur une série de données couvrant la période 1971-2000. En 2020, Météo-France publie une typologie des climats de la France métropolitaine dans laquelle la commune est exposée à un climat océanique et est dans la région climatique Côtes de la Manche orientale, caractérisée par un faible ensoleillement (1 550 h/an) ; forte humidité de l’air (plus de 20 h/jour avec humidité relative > 80 % en hiver), vents forts fréquents. Parallèlement le GIEC normand, un groupe régional d’experts sur le climat, différencie quant à lui, dans une étude de 2020, trois grands types de climats pour la région Normandie, nuancés à une échelle plus fine par les facteurs géographiques locaux. La commune est, selon ce zonage, exposée à un « climat contrasté des collines », correspondant au Pays de Bray, bien arrosé et frais.
Pour la période 1971-2000, la température annuelle moyenne est de 10,7 °C, avec une amplitude thermique annuelle de 13,5 °C. Le cumul annuel moyen de précipitations est de 854 mm, avec 12,6 jours de précipitations en janvier et 8,5 jours en juillet. Pour la période 1991-2020, la température moyenne annuelle observée sur la station météorologique la plus proche, située sur la commune de Bouelles à 14 km à vol d'oiseau, est de 10,7 °C et le cumul annuel moyen de précipitations est de 838,4 mm,. Pour l'avenir, les paramètres climatiques de la commune estimés pour 2050 selon différents scénarios d’émission de gaz à effet de serre sont consultables sur un site dédié publié par Météo-France en novembre 2022.

## Urbanisme

### Typologie
Au 1er janvier 2024, Bures-en-Bray est catégorisée commune rurale à habitat dispersé, selon la nouvelle grille communale de densité à sept niveaux définie par l'Insee en 2022.
Elle est située hors unité urbaine.
Par ailleurs la commune fait partie de l'aire d'attraction de Rouen, dont elle est une commune de la couronne,. Cette aire, qui regroupe 317 communes, est catégorisée dans les aires de 200 000 à moins de 700 000 habitants,.

### Occupation des sols
L'occupation des sols de la commune, telle qu'elle ressort de la base de données européenne d’occupation biophysique des sols Corine Land Cover (CLC), est marquée par l'importance des territoires agricoles (86,9 % en 2018), une proportion identique à celle de 1990 (86,9 %).
La répartition détaillée en 2018 est la suivante : terres arables (62,3 %), prairies (24,6 %), forêts (10,4 %), zones urbanisées (2,7 %).

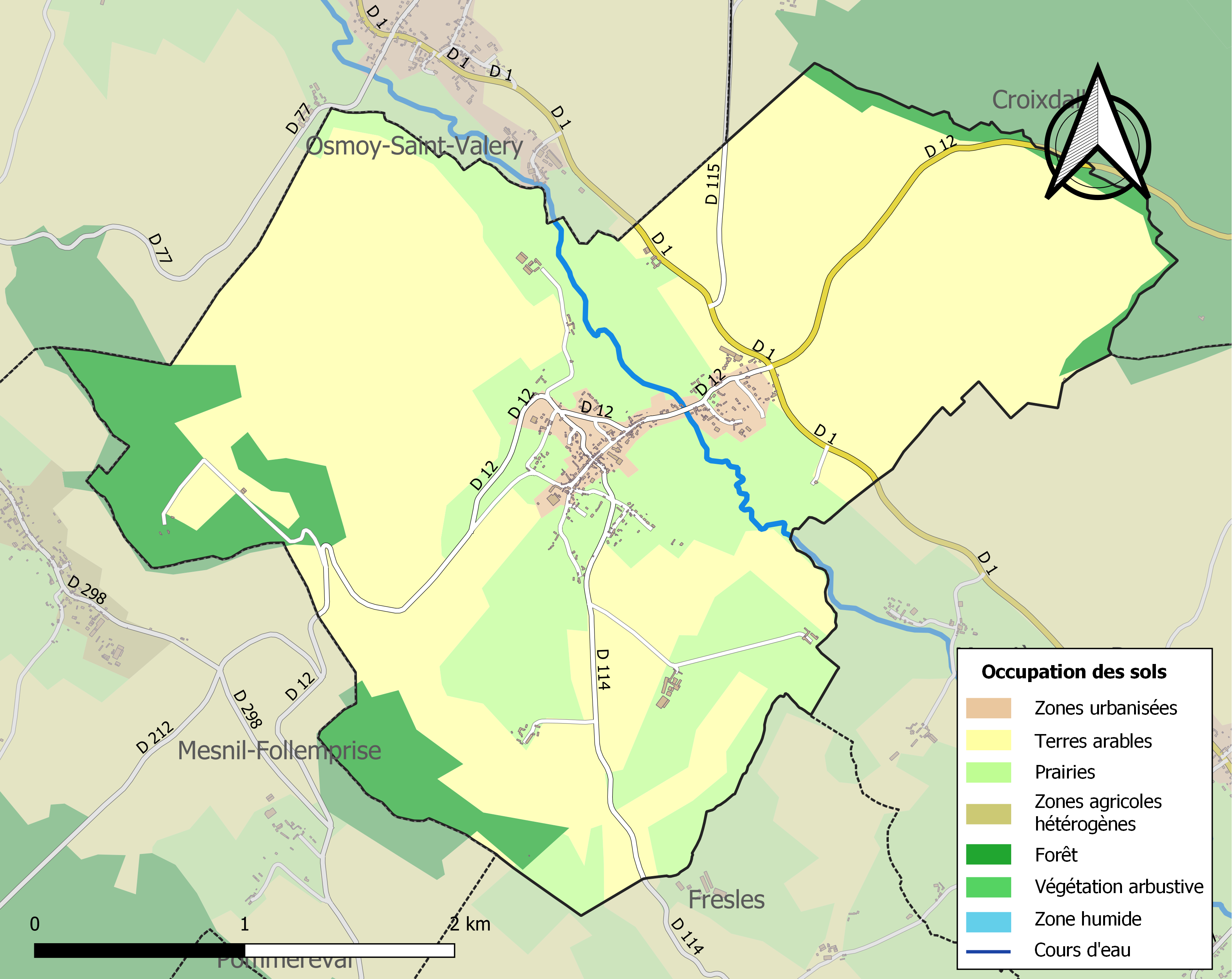
Carte des infrastructures et de l'occupation des sols de la commune en 2018 (CLC).

L'évolution de l’occupation des sols de la commune et de ses infrastructures peut être observée sur les différentes représentations cartographiques du territoire : la carte de Cassini (XVIIIe siècle), la carte d'état-major (1820-1866) et les cartes ou photos aériennes de l'IGN pour la période actuelle (1950 à aujourd'hui).

## Toponymie
Le nom de la localité est attesté sous la forme Bures vers 1025, de Buris en 1088 (Bib. Rouen ms 1207 f. 14), Bures en 1122 (archives départementales de la Seine-Maritime, 20 H), Decanus de Bures en 1248, Apud Buras en 1249, Apud Bures en 1253, Clericus decani de Buris en 1263, Par. Sancti Audeoni de Buretes en 1242, Par. Saint Oen de Burestis à la capelle en 1301 (Arch. S.-M. 20 H), Bourgage de Bures en 1394, Parr. ecclesia Sancti Aniani de Buris en 1432 (Arch. S.-M. G 1500, 9436), Saint Aignan de Bures en 1716 (Arch. S.-M. G 740), Saint Ouen de Bures en 1767 (Arch. S.-M. G 5124), Bures en 1757 (Cassini), Bures-en-Bray en 1957 (I.G.N.).
L'appellatif germanique bur, « maison », est répandu dans toute la moitié nord de la France. Un buret est une « porcherie » en normand.
La référence au pays de Bray dans le nom de la commune a été ajoutée en 1950.

## Histoire
En 1118-1119, Henri Ier Beauclerc fait face en Normandie à une rébellion de plusieurs barons de l'est et du sud de la province, dont Amaury de Montfort, seigneur de Montfort-l'Amaury, Hugues de Gournay, Eustache de Breteuil, Richer de l'Aigle, Robert Giroie, soutenue par le roi de France Louis VI et par les princes voisins de la Normandie, dont Baudouin VII de Flandre, qui s'est avancé jusqu'à Arques. Henri Ier qui se trouve à proximité, évite l'affrontement et fortifie Bures-en-Bray.
Aliénor sur l'ordre de son mari, Henri II Plantagenêt, vint passer les fêtes de Noël en Normandie, à Bures en 1170. C'est là qu'elle apprit la nouvelle de l'assassinat de l'archevêque anglo-normand Thomas Becket en sa cathédrale de Canterbury le 29 décembre.
Vers la même époque l'un de ses fils, Henri le Jeune, un jour où il se trouvait à Bures décide d'inviter à sa table tous ceux qui se prénomment Guillaume/William(e), comme son frère — c'est à l'époque, en Normandie, comme en Angleterre, le prénom le plus répandu après celui de Jean/John. Cent dix sept répondirent à l'appel et dînèrent avec lui ce soir-là.

## Politique et administration
| Période                                  | Période  | Identité      | Étiquette | Qualité                                                                        |
| ---------------------------------------- | -------- | ------------- | --------- | ------------------------------------------------------------------------------ |
| Les données manquantes sont à compléter. |          |               |           |                                                                                |
| mars 2001                                | En cours | Jacky Levêque |           | Vice-président de la CC de Londinières(2020→ ) Réélu pour le mandat 2020-2026, |

## Démographie
L'évolution du nombre d'habitants est connue à travers les recensements de la population effectués dans la commune depuis 1793. Pour les communes de moins de 10 000 habitants, une enquête de recensement portant sur toute la population est réalisée tous les cinq ans, les populations de référence des années intermédiaires étant quant à elles estimées par interpolation ou extrapolation. Pour la commune, le premier recensement exhaustif entrant dans le cadre du nouveau dispositif a été réalisé en 2008.

En 2022, la commune comptait 315 habitants, en évolution de −1,56 % par rapport à 2016 (Seine-Maritime : +0,35 %, France hors Mayotte : +2,11 %).
| 1793 | 1800 | 1806 | 1821 | 1831 | 1836 | 1841 | 1846 | 1851 |
| ---- | ---- | ---- | ---- | ---- | ---- | ---- | ---- | ---- |
| 522  | 554  | 561  | 470  | 468  | 513  | 530  | 511  | 499  |

| 1856 | 1861 | 1866 | 1872 | 1876 | 1881 | 1886 | 1891 | 1896 |
| ---- | ---- | ---- | ---- | ---- | ---- | ---- | ---- | ---- |
| 435  | 454  | 422  | 420  | 414  | 410  | 407  | 400  | 391  |

| 1901 | 1906 | 1911 | 1921 | 1926 | 1931 | 1936 | 1946 | 1954 |
| ---- | ---- | ---- | ---- | ---- | ---- | ---- | ---- | ---- |
| 380  | 383  | 376  | 400  | 393  | 395  | 428  | 412  | 375  |

| 1962 | 1968 | 1975 | 1982 | 1990 | 1999 | 2006 | 2008 | 2013 |
| ---- | ---- | ---- | ---- | ---- | ---- | ---- | ---- | ---- |
| 428  | 434  | 343  | 301  | 318  | 266  | 310  | 322  | 321  |

| 2018 | 2022 | - | - | - | - | - | - | - |
| ---- | ---- | - | - | - | - | - | - | - |
| 325  | 315  | - | - | - | - | - | - | - |

## Culture locale et patrimoine

### Lieux et monuments
- L'église Saint-Aignan fut construite aux XIIe et XIIIe siècles. Elle possède un clocher tors de 60 mètres de haut dont la flèche recouverte d'ardoise tourne de gauche à droite. Le clocher a été complètement restauré en 2000 ainsi que la nef en bois.
- Les vestiges de la motte castrale dans la cour de l'ancien hôtel du général Desmarets. La motte, haute de 10 à 12 mètres, est citée au début du XIIe siècle[29].
- L'ancien manoir de Tourpes de la première moitié du XVIe siècle, à droite de la route de Fresles, en position isolée à flanc de colline[30].

### Personnalités liées à la commune
Jean-Eugène Decorde (1811-1881) a publié les ouvrages suivants :
- Essais historiques sur le canton de Neufchâtel en 1848, Essais historiques sur le canton de Blangy en 1850, Essais historiques sur le canton de Londinières en 1851, Essais historiques sur le canton de Forges les Eaux en 1856, Essais historiques sur le canton de Gournay en 1861 ;
- Dictionnaire du patois en pays de bray en 1852 ;
- Histoire de Bures en Bray en 1872[31] ;
- Histoire des cinq communes de l'Aliermont en 1877.